# Johan Skar
Johan Skar, född 2 januari 1853 i Svanskogs församling, Värmlands län, död 26 september 1928 i Svanskogs församling, Värmlands län, var en svensk folkmusiker.

## Biografi
Johan Skar föddes 1853 i Svanskogs socken. Han började spela fiol vid 15 års ålder och fick sina flesta melodier efter spelmannen Anders Andersson "Spel Anders" i Krubbenäs. Skar blev spelkamrat med spelmannen Karl Bodin i Hallanda och de spelade tillsammans på baler och bröllop. Han kom attarbeta som soldat i 30 år, blev sedan bruksarbetare på Svaneholms bruk och därefter kyrkvaktmästare i Svanskogs församling. Skar avled 1928 i Svanskogs socken.

## Upptecknade låtar
1920 upptecknade Dan Danielsson följande låtar efter Johan Skar:
- Vals i A-dur.[3]
- Polska i D-dur.[3]
- Polska i D-dur, efter Anders Andersson, Krubbenäs.[3]
- Polska i G-dur.[3]
- Polska i G-dur.[3]
- Polska i G-dur, efter en kvinna.[3]

1927 upptecknade Olof Andersson följande låtar efter Johan Skar:
- Polska i G-dur.[3]
- Polska i D-dur.[3]
- Polska i D-dur.[3]